# NPP Swesda

Das Logo des Herstellers

NPP Swesda (russisch НПП Звезда, Forschungs- und Produktionsunternehmen „Stern“) ist ein russischer Hersteller von Lebenserhaltungssystemen für Luft- und Raumfahrt aus Tomilino bei Moskau. Die Produktpalette reicht von Raumanzügen über Schleudersitze bis zu Rettungswesten und Feuerlöschanlagen.
NPP Swesda wurde 1952 als Werk Nr. 918 des Ministeriums für Luftfahrtindustrie für die Entwicklung und Produktion von Druckanzügen und Luftbetankungssystemen gegründet. In den 1960er-Jahren begann die Entwicklung von Raumanzügen. Der erste Mensch im Weltraum, Juri Gagarin, war mit einem SK-1-Anzug von NPP Swesda ausgerüstet. Die während des Startes der Sojus-Raumschiffe verwendeten Sokol-Raumanzüge stammen ebenso wie die auf der Internationalen Raumstation verwendeten russischen Orlan-M-Raumanzüge von diesem Hersteller. Swesda ist eine Tochter der staatlichen Rüstungsholding Rostec und gehört zu deren Teilholding Technodinamika.
Der Chefkonstrukteur und Generaldirektor war bis 2008 der damals 81-jährige Gai Iljitsch Sewerin.

## Entwicklungsgeschichte
Zwischen 1953 und 1957 entwickelte und baute NPP Swesda Druckkabinen für Tiere. Diese hatten ein Lebenserhaltungssystem und wurden für Flugexperimente an Bord von Höhenforschungsraketen eingesetzt. Von 1959 bis 1961 lief die Entwicklung des „Skafander Kosmitscheski-1“ (russisch Скафандр Космический-1) für den ersten Wostok-Flug. Juri Gagarin und die anderen Kosmonauten des Programmes Wostok flogen mit Anzügen des Typs „SK-1“ ins All. Die erste Kosmonautin Walentina Tereschkowa wurde mit einem der weiblichen Anatomie angepassten Version „SK-2“ ausgestattet.
Danach entwickelte Swesda von 1964 bis 1965 mit dem „Berkut“ den ersten Anzug für einen Weltraumausstieg. Mit diesem stieg Alexei Leonow während der Woschod-2-Mission als erster Mensch in den Weltraum aus, dieser Anzug erwies sich dabei als unausgereift. Daher wurde 1967 daraus das verbesserte Modell „Jastreb“ entwickelt. Dieses wurde 1969 von den Kosmonauten Jelissejew und Chrunow während des außenbords erfolgenden Umstiegs von Sojus 5 zu Sojus 4 benutzt.
Nach dem Tod der Besatzung von Sojus 11 ordnete die sowjetische Regierung die Entwicklung eines Rettungsanzugs an und schrieb deren Nutzung für bemannte Starts und Landungen zwingend vor. Aus den Erfahrungen mit dem SK-1 und dem Höhenschutzanzug „Sokol“ für Kampfpiloten entstand daraufhin der Raumanzug „Sokol-K“.
Für das sowjetische Projekt einer bemannten Mondlandung wurde der Anzug „Kretschet“ entworfen. Für Weltraumausstiege wurde daraus in den 1970er-Jahren der Raumanzug „Orlan“ entwickelt, der über Jahrzehnte hinweg mehrere Modifikationen durchlief (Orlan-D, Orlan-DM, Orlan-DMA). Die letzte Variante „Orlan-M“ kommt bei Außenbordarbeiten am russischen Teil der Internationalen Raumstation zum Einsatz.

## Schleudersitzproduktion
NPP Swesda ist der Hauptausrüster der russischen Luftstreitkräfte mit Schleudersitzen.
Bisher wurden folgende Schleudersitzmodelle gefertigt:
- K-36: Basismodell
- K-36D: Serienmodell (verwendet in Mikojan-Gurewitsch MiG-29C, Suchoi Su-27)
- K-36DM: Serienmodell (verwendet in Mikojan-Gurewitsch MiG-29A)
- K-36D-3,5: Serienmodell (verwendet in Suchoi Su-57)
- K-36LM: Serienmodell (verwendet in Tupolew Tu-160)
- K-36RB: Modifikation für das eingestellte Buran-Programm
- K-37: Serienmodell (verwendet in Kamow-Ka-50- und Ka-52-Kampfhubschraubern)
- К-93L-39: Serienmodell (verwendet in Aero L-39 Albatros)
- K-93: Serienmodell (verwendet in Jakowlew Jak-130)
- K-36L-3,5Ya: neue Variante, unbestimmt
- SKS-94M: Serienmodell (für Leichtflugzeuge wie Suchoi Su-26, Jakowlew Jak-52)
- SKS-94М-1: Serienmodell mit verstellbarer Höhenjustierung, Gewicht 25 kg
- SKS-94М2: verbessertes Serienmodell für 30 Jahre Lebensdauer